# David Thewlis
David Wheeler (Blackpool, 20 de marzo de 1963), conocido artísticamente como David Thewlis, es un actor británico de cine, televisión y teatro. 
Es conocido por su papel de Remus Lupin en las películas de Harry Potter y por su participación en películas como Naked de Mike Leigh, Total Eclipse de Agnieszka Holland, La isla del doctor Moreau de John Frankenheimer, Siete años en el Tíbet de Jean-Jacques Annaud, War Horse de Steven Spielberg y Wonder Woman de Patty Jenkins. En 2017 desempeñó un papel protagonista en la tercera temporada de la serie de televisión Fargo.

## Biografía
Hijo de Maureen y Alec Wheeler, es el segundo de tres hermanos. Su nombre artístico, Thewlis, es el apellido de soltera de su madre. En su adolescencia tocaba la guitarra principal en un grupo musical llamado Door 66. Hizo sus estudios de actor en el Guildhall School of Music and Drama, en Londres, y se graduó en 1985.[cita requerida]
Del 2001 hasta diciembre del 2010, fue novio de la actriz Anna Friel (protagonista de la serie Pushing Daisies), con quien tuvo en el 2005 una hija, llamada Gracie Ellen Mary Friel.
Tras actuar en la película Siete años en el Tíbet, se le prohibió la entrada a China de por vida, al igual que a Brad Pitt y al director Jean-Jacques Annaud.

## Filmografía

### Cine
| Año  | Título                                             | Papel                   |
| ---- | -------------------------------------------------- | ----------------------- |
| 1988 | Little Dorrit                                      | George Braddle          |
| 1989 | Resurrected                                        | Kevin Deakin            |
| 1990 | Vroom                                              | Ringe                   |
| 1990 | Life Is Sweet                                      | Amante de Nicola        |
| 1991 | Afraid of the Dark                                 | Locksmith/Tom Miller    |
| 1992 | Swords at Teatime (cortometraje)                   | Michael                 |
| 1992 | Damage                                             | Detective               |
| 1993 | The Trial                                          | Franz                   |
| 1993 | Naked                                              | Johnny                  |
| 1994 | Un caballo llamado Furia                           | Jerry Barker            |
| 1995 | Total Eclipse                                      | Paul Verlaine           |
| 1995 | Restoration                                        | John Pearce             |
| 1996 | Dragonheart                                        | Rey Einon               |
| 1996 | La isla del doctor Moreau                          | Edward Douglas          |
| 1996 | James and the Giant Peach                          | Lombriz (voz)           |
| 1997 | American Perfekt                                   | Santini                 |
| 1997 | Siete años en el Tíbet                             | Peter Aufschnaiter      |
| 1998 | El gran Lebowski                                   | Knox Harrington         |
| 1998 | Divorcing Jack                                     | Dan Starkey             |
| 1998 | Besieged                                           | Jason Kinsky            |
| 1999 | Whatever Happened to Harold Smith?                 | Nesbit                  |
| 2000 | The Miracle Maker                                  | Judas Iscariote (voz)   |
| 2000 | Gangster No. 1                                     | Freddie Mays            |
| 2001 | Goodbye Charlie Bright                             | Padre                   |
| 2002 | D. I. Y. Hard (cortometraje)                       | Hombre                  |
| 2003 | Little Wolf's Book of Badness                      | Sr. Twister (voz)       |
| 2003 | Chee                                               | Harry Sankey            |
| 2003 | Timeline                                           | Robert Doniger          |
| 2004 | Harry Potter y el prisionero de Azkaban            | Remus Lupin             |
| 2005 | Kingdom of Heaven                                  | Caballero Hospitalario  |
| 2005 | All the Invisible Children                         | Jonathan                |
| 2005 | El nuevo mundo                                     | Wingfield               |
| 2006 | Basic Instinct 2                                   | Roy Washburn            |
| 2006 | La profecía                                        | Keith Jennings          |
| 2007 | The Inner Life of Martin Frost                     | Martin Frost            |
| 2007 | Harry Potter y la Orden del Fénix                  | Remus Lupin             |
| 2008 | El niño con el pijama de rayas                     | Ralph/Padre             |
| 2009 | Veronika Decides to Die                            | Dr. Blake               |
| 2009 | Harry Potter y el misterio del príncipe            | Remus Lupin             |
| 2010 | Harry Potter y las Reliquias de la Muerte: parte 1 | Remus Lupin             |
| 2010 | Mr. Nice                                           | Jim McCann              |
| 2010 | London Boulevard                                   | Jordan                  |
| 2011 | Harry Potter y las Reliquias de la Muerte: parte 2 | Remus Lupin             |
| 2011 | Anonymous                                          | William Cecil           |
| 2011 | War Horse                                          | Lyons                   |
| 2011 | The Lady                                           | Michael Aris            |
| 2013 | El quinto poder                                    | Nick Davies             |
| 2013 | Red 2                                              | La Rana                 |
| 2013 | The Zero Theorem                                   | Joby                    |
| 2014 | Stonehearst Asylum                                 | Mickey Finn             |
| 2014 | La teoría del todo                                 | Dennis Sciama           |
| 2015 | Legend                                             | Leslie Payne            |
| 2015 | Regresión                                          | Profesor Kenneth Raines |
| 2015 | Anomalisa                                          | Michael Stone (voz)     |
| 2015 | Macbeth                                            | Rey Duncan              |
| 2016 | The Mercy                                          | Rodney Hallworth        |
| 2017 | Wonder Woman                                       | Sir Patrick Morgan/Ares |
| 2017 | Liga de la Justicia                                | Sir Patrick Morgan/Ares |
| 2018 | The Mercy                                          | Rodney Hallworth        |
| 2019 | Eternal Beauty                                     | Mike                    |
| 2020 | I'm Thinking of Ending Things                      | Padre                   |
| 2022 | Enola Holmes 2                                     | Grail                   |
| 2025 | Avatar: Fire and Ash                               | TBA                     |

### Televisión
| Año        | Título                                         | Papel                                 | Notas                                                          |
| ---------- | ---------------------------------------------- | ------------------------------------- | -------------------------------------------------------------- |
| 1985       | Only Fools and Horses...                       | Stew                                  | Serie, un episodio: «It's Only Rock and Roll»                  |
| 1985       | Summer Season                                  | Jim Dench                             | Serie, dos episodios: «Picture Friend» y «Radio Pictures»      |
| 1986       | El detective cantante                          | Soldado                               | Serie, dos episodios: «Lovely Days» y «Who Done It»            |
| 1987-1988  | Valentine Park                                 | Max                                   | Serie, nueve episodios                                         |
| 1987-1991  | Screenplay                                     | Joey y Terry                          | Serie, dos episodios: «The Road» y «Journey to Knock»          |
| 1988       | The Short & Curlies                            | Clive                                 | Telefilme                                                      |
| 1986       | A Bit of a Do                                  | Paul Simcock                          | Serie, seis episodios                                          |
| 1989       | Skulduggery                                    | Tony                                  | Telefilme                                                      |
| 1989       | Oranges Are Not the Only Fruit                 | Doctor                                | Miniserie                                                      |
| 1991 -1992 | Screen One                                     | Encargado del crematorio y Tim Shanks | Serie, dos episodios: «Filipina Dreamgirls» y «Black and Blue» |
| 1991       | Shrinks                                        | Terry Slater                          | Serie, un episodio: #1.5                                       |
| 1991       | Frank Stubbs Promotes                          | Mike Bence                            | Serie, un episodio: «Striker»                                  |
| 1993       | Principal sospechoso: el guardián de las almas | James Jackson                         | Telefilme                                                      |
| 1994       | Dandelion Dead                                 | Oswald Martin                         | Miniserie                                                      |
| 1999       | Love Story                                     |                                       | Telefilme                                                      |
| 2000       | Endgame                                        | Clov                                  | Telefilme                                                      |
| 2002       | Hamilton Mattress                              | Hamilton Mattress (voz)               | Telefilme                                                      |
| 2002       | Dinotopía: el país de los dinosaurios          | Cyrus Crabb                           | Miniserie                                                      |
| 2007       | The Street                                     | Joe/Harry Jennerson                   | Serie, un episodio: «Twins»                                    |
| 2014       | Padre de familia                               | Padre británico                       | Serie, un episodio: «Chap Stewie»                              |
| 2015       | Ha llegado un inspector                        | Inspector Goole                       | Telefilme                                                      |
| 2017       | Fargo                                          | V. M. Varga                           | Personaje principal; tercera temporada                         |
| 2018       | Big Mouth                                      | Mago de la vergüenza (voz)            | Serie; segunda temporada                                       |
| 2021       | Landscapers                                    | Christopher Edwards                   | Miniserie                                                      |
| 2022       | The Sandman                                    | John Dee                              | Serie                                                          |
| 2023       | The Artful Dodger                              | Norbert Fagin                         | Serie                                                          |

## Premios y distinciones
Festival Internacional de Cine de Cannes
| Año  | Categoría   | Película | Resultado |
| ---- | ----------- | -------- | --------- |
| 1993 | Mejor Actor | Naked    | Ganador   |